# Philoctète (Gide)
Pour les articles homonymes, voir Philoctète (homonymie).
Philoctète sous-titré ou le Traité des trois morales est une courte pièce de théâtre en cinq actes d'André Gide publiée dans La Revue blanche le 1er décembre 1898 puis l'année suivante aux éditions Mercure de France. Elle met en scène les personnages de la mythologie grecque décrits par Sophocle dans sa tragédie : Philoctète est le guerrier abandonné auquel Ulysse et Néoptolème viennent demander son arc et ses flèches, qui furent les armes d'Héraclès, pour pouvoir selon la prophétie vaincre Troie. Cette pièce fait directement référence à l'Affaire Dreyfus — et aux logiques qui s'y affrontèrent —, période durant laquelle elle fut écrite et publiée.

## Genèse de la pièce
Cette œuvre de jeunesse d'André Gide résulte d'un travail de cinq ans réalisé par l'auteur de 1893, date de la première mention de Philoctète ou le Traité de l'immonde blessure dans sa correspondance, à 1898, date de sa première parution en intégralité. André Gide pour composer la pièce se base sur sa lecture en août 1892 du Philoctète de Sophocle dont il reprend tous les éléments à l'exception du fait qu'il laisse finalement Philoctète seul sur son île alors que la tragédie classique le conduit devant Troie avec les Grecs. Son écriture est lente, deux actes étant principalement composés durant l'été 1894 à La Brévine puis les deuxième, quatrième, et cinquième entre août et octobre 1898. Cette œuvre, écrite en partie dans la période symboliste de Gide dont cependant très peu d'éléments persistent dans le premier acte, est contemporaine du Voyage d'Urien.

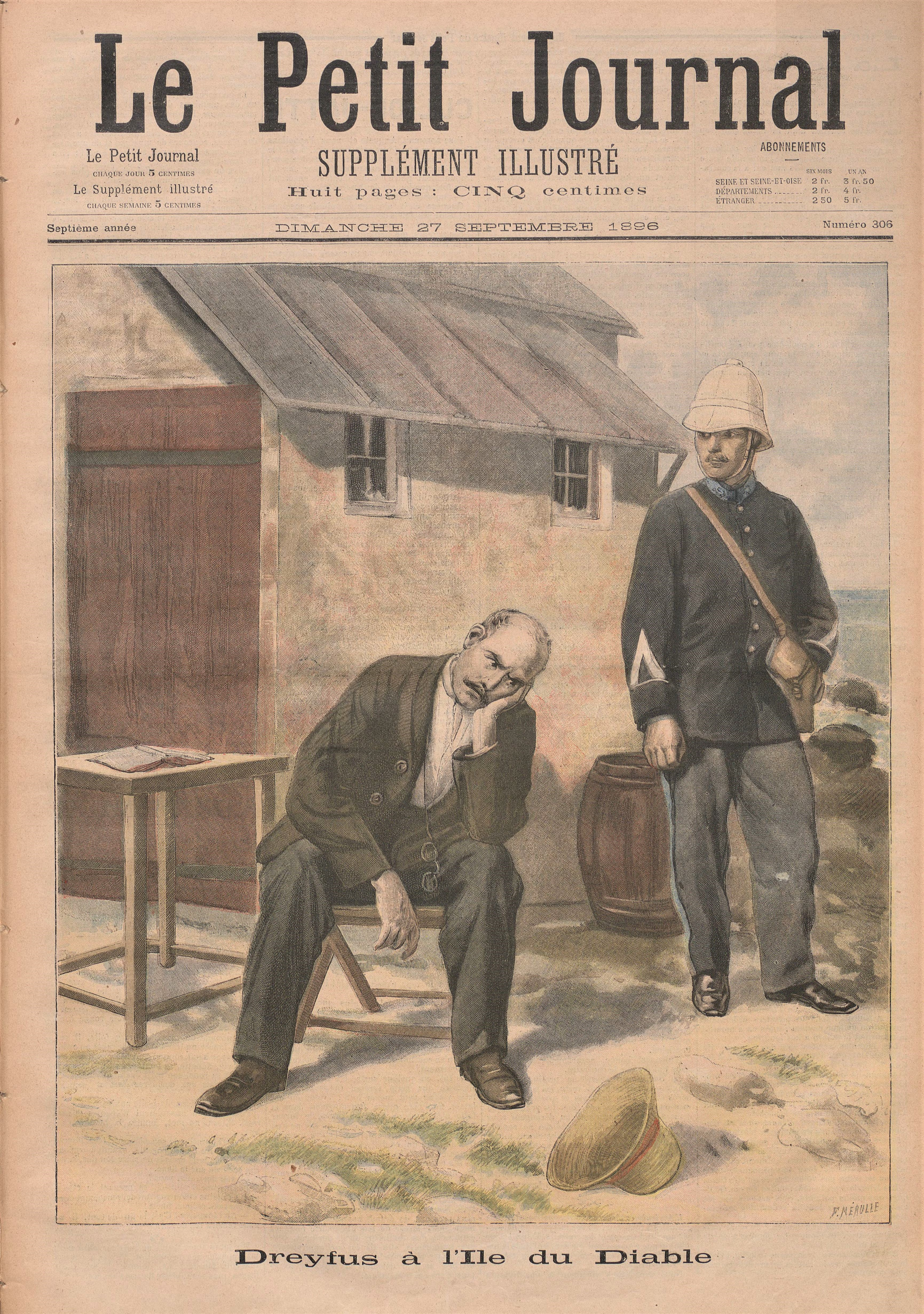
Couverture du Petit Journal du 27 septembre 1896 représentant Alfred Dreyfus emprisonné sur l'île du Diable en Guyane.

Le sous-titre Traité des trois morales indique le sens que Gide veut donner à cette œuvre dans laquelle chacune des morales pourrait être rattachées à un des personnages (à Philoctète, la vertu et le sacrifice ; à Ulysse, le devoir et l'intérêt supérieur de la patrie ; à Néoptolème, l'honneur et l'honnêteté) mais que Jean Claude, dans l'édition de la Bibliothèque de la Pléiade, limite aux seuls Ulysse et Philoctète, ce dernier étant selon lui porteur de deux positions morales : le « moi est la seule autorité à laquelle se référer » pour assumer son libre-arbitre et permettre le « dépassement » et le sacrifice,. À ce titre, de nombreux critiques, dont Ernst Robert Curtius, Louis Martin-Chauffier (ami personnel de Gide) et Alan Sheridan, considèrent que cette pièce fait référence à l'Affaire Dreyfus, tant par les thèmes choisis (bannissement du héros dans une île rappelant l'île du Diable où fut emprisonné Alfred Dreyfus), que par sa chronologie d'écriture ainsi que par les positions personnelles modérées de l'auteur et quelques mentions épistolaires. L'ultime élément soutenant ce rapprochement est le choix de publication de l'œuvre non dans L'Ermitage mais dans La Revue blanche qui était la revue la plus engagée dans la défense de Dreyfus avec pour directeur littéraire Léon Blum.
Quelques fragments de la pièce sont publiés pour la première fois dans La Revue sentimentale entre août et décembre 1897 avant que La Revue blanche ne fasse paraître l'ensemble du texte le 1er décembre 1898,. La première édition réelle de Philoctète — dédiée à Marcel Drouin, professeur de philosophie et beau-frère de son épouse, Madeleine Rondeaux — est publiée au Mercure de France en 1899 accompagnée dans le même volume du Traité de Narcisse, de La Tentative amoureuse et d'El Hadj.

## Argument
Pour vaincre Troie, l'oracle prédit aux Grecs qu'ils auront besoin de l'arc et des flèches d'Héraclès, donnés à Philoctète, qui fut abandonné par les Argiens sur l'île de Lemnos en raison d'une blessure inguérissable et pestilentielle à son pied qui le faisait se lamenter sans cesse, démoralisant les troupes achéennes. Ulysse décide d'utiliser la ruse pour récupérer l'arme et décide d'envoyer Néoptolème, fils d'Achille, pour la mission à laquelle il l'accompagne. Philoctète ne connaît pas Neoptolème et ainsi devrait être plus confiant qu'envers les siens qui l'ont délaissé.
Sur le chemin de Lemnos, Ulysse explique à Néoptolème qu'il doit récupérer cette arme pour le bien supérieur de la nation grecque et à tout prix, malgré le déshonneur de l'action et des moyens qu'il devra employer. Il lui demande d'endormir Philoctète avec une potion et de lui subtiliser l'arc dans son sommeil. Caché, Philoctète a surpris la discussion ; il feint la douleur et la surprise en allant au devant du fils d'Achille et d'Ulysse.
Néoptolème ne pouvant se résoudre, en son nom et en celui de son père, à agir de la sorte avoue à Philoctète le stratagème d'Ulysse et lui montre la fiole qu'il devait lui faire boire. Philoctète décide de boire volontairement le contenu devant eux, laissant ses deux visiteurs stupéfaits de l'acte. Ulysse, vaincu, ordonne à Néoptolème de prendre les armes, et s'en allant, laissent à nouveau Philoctète seul et selon ses mots « heureux ».

## Mises en scène notables
Durant de nombreuses années, l'œuvre a été donnée sous forme de simples lectures, sans réelle création, comme en 1919 par Arnold Naville et ses fils ou en 1921 par Louise Lara et son groupe « Art et Action ». La pièce est représentée pour la première fois en 1937 à l'occasion de manifestations littéraires organisées en marge de l'Exposition spécialisée de 1937 avec Jean Marchat, Marcel Herrand et Paul Œttly. Elle est remontée en 1982 au Centre culturel suédois à Paris dans une mise en scène d'André Cazalas. La création la plus importante de l'œuvre de Gide est celle réalisée pour le Piccolo Teatro Studio de Milan par Walter Pagliaro en novembre 1987.